# Пшибишев (Мазовецьке воєводство)
Пшибишев (пол. Przybyszew) — село в Польщі, у гміні Промна Білобжезького повіту Мазовецького воєводства.
Населення — 666 осіб (2011).
У 1975-1998 роках село належало до Радомського воєводства.

## Демографія
Демографічна структура станом на 31 березня 2011 року:
|          | Загалом | Допрацездатний вік | Працездатний вік | Постпрацездатний вік |
| -------- | ------- | ------------------ | ---------------- | -------------------- |
| Чоловіки | 333     | 74                 | 210              | 49                   |
| Жінки    | 333     | 64                 | 183              | 86                   |
| Разом    | 666     | 138                | 393              | 135                  |